# Фјелис (Удине)
Фјелис је насеље у Италији у округу Удине, региону Фурланија-Јулијска крајина.
Према процени из 2011. у насељу је живело 73 становника. Насеље се налази на надморској висини од 824 м.